# Медаль «За освобождение Агдама»
Медаль «За освобождение Агдама» (азерб. "Ağdamın azad olunmasına görə" medalı) — медаль Азербайджанской Республики.

## История
20 ноября 2020 года на пленарном заседании Милли Меджлиса Азербайджана был вынесен на обсуждение законопроект о внесении поправок в закон «Об учреждении орденов и медалей Азербайджанской Республики».
Медаль «За освобождение Агдама» была учреждена в этот же день в первом же чтении согласно законопроекту об учреждении орденов и медалей по случаю победы Азербайджана в «Отечественной войне», как в Азербайджане официально была именована Вторая Карабахская война.
В законопроекте слова «Медаль За освобождение Агдама» были добавлены после слов «Медаль За освобождение Кельбаджара» в статье 2 п. 1.2.